# Allégorie de la terre
Allégorie de la terre est une série de tableaux peints par Jan Brueghel l'Ancien vers 1610. Un de ces tableaux est conservé au musée des Beaux-Arts de Nice, un autre l'est au musée des Beaux-Arts de Lyon. 

## Histoire
Un de ces tableaux est victime d'un vol avec quatre autres tableaux en 2007, avant d'être retrouvé à Marseille en 2008.
Il est mis en avant lors des illuminations de la place des Terreaux lors de la Fête des lumières de 2014.